# Leptotarsus (Longurio) rivertonensis
Leptotarsus (Longurio) rivertonensis is een tweevleugelige uit de familie langpootmuggen (Tipulidae). De soort komt voor in het Nearctisch gebied.